# Serixia niveotomentosa
Serixia niveotomentosa är en skalbaggsart som beskrevs av Aurivillius 1927. Serixia niveotomentosa ingår i släktet Serixia och familjen långhorningar.
Artens utbredningsområde är Filippinerna. Inga underarter finns listade i Catalogue of Life.